# ごみ拾い
ごみ拾い（ごみひろい）とは、街（道路や公園）、海岸・河川など公共的な区域に落ちているごみを拾う行為である。清掃や掃除とも呼ばれるが、ボランティアにより行われる場合にはごみ拾いと呼ばれる場合が多い。海岸で行う場合にはビーチクリーンと言われる。マラソンなどスポーツと同時に取り組む活動や、拾ったごみの写真や量を共有するSNSアプリも登場している。

## 管理責任者とごみ拾いの実施者
道路などの管理責任者としては各法律で国土交通省、都道府県、市町村やそれらから指定を受けた指定管理者（法人）がその責務を負うことになっている。もちろん各管理責任者が景観を維持する目的で有償で人員を確保し、ごみ拾いを含む清掃活動を実施している。但し管理区域が甚大であることがほとんどであるため、人的財政的に隅々まで清掃することが困難である。以上の背景から管理責任者が無償で清掃を行ってくれるボランティアを募り清掃を行う場合がある。加えて周辺住民などの直接利用する立場の人が自主的に清掃する日時を決めて一斉に行うことがある。

## ごみ拾いの目的
その場所を管理している個人や団体にとってはその場をきれいに保ち、管理者や周辺住民もしくは来訪者が気持ちよく使える状態にすることが目的である。しかしボランティアにより行われるごみ拾いでは、そのほかにも以下のような様々な目的のもと行われている。
- 動植物や河川などの自然をごみの汚染から守るため
- リサイクル可能な資源を回収するため
- ポイ捨てをする人たちに拾う姿を見てもらい、ポイ捨てをやめてもらうため
- ポイ捨てに対する怒りの発散行為
- イベント化することでポイ捨てごみに関心のある人々の交流の場とするため
- その土地に対する感謝の気持ちを形にするため
- ごみのない環境を保つことでごみを捨てにくい状況を創出するため（割れ窓理論）
- 参加者のポイ捨てに対する社会規範を強化するため

ごみ拾いに対して消極的もしくは否定的意見も存在し、清掃人の仕事を奪っている、ポイ捨てする人を変えないと根本的解決にはならないといった意見がある。

## 活動の種類
- ビーチコーミング - 砂浜の漂着物を収集する活動
- プロギング - ジョギングやウォーキングしながらゴミを収集する活動（Eco-running とも）
- 屑屋
- ウェスト・ピッカー - ゴミ捨て場から、リサイクル・再利用できるものを拾い集める個人・業者

## 活動
- 国際海岸クリーンアップキャンペーン - 1日で行う世界最大規模の海岸清掃活動
- ひろえば街が好きになる運動 - 日本たばこ産業（JT）が推進する清掃活動
- 表浜ブルーウォーク - 学生が主体となった愛知県表浜海岸50kmの海岸清掃活動
- アダプト・プログラム - 行政と市民が協働ですすめるまち美化（清掃）活動
- ABK朝美活 - 愛知県安城市で行われている町のゴミ拾い活動
- スポGOMI - 馬見塚健一考案のごみ拾いを競技化したスポーツ